# USS LST-944
O USS LST-944 foi um navio de guerra norte-americano da classe LST que operou durante a Segunda Guerra Mundial.